# Ранавалуна I
Ранавалуна I (малаг. Ranavalona I; 1788, Малагасийское королевство — 15 августа 1861, Антананариву, Малагасийское королевство) — королева Малагасийского королевства (с 1828), супруга короля Радамы I.

## Биография
Ранавалуна I после смерти своего мужа Радамы I жестоко расправилась с претендентами на королевский престол. Во время её правления значительно сократилось европейское влияние на Мадагаскар. Из страны изгонялись европейские миссионеры, преследовались христиане. В 1838 году, во время переговоров с Великобританией, Ранавалуна I потребовала, чтобы торговля в портах находилась под контролем малагасийских чиновников.
Установленные ограничения привели к реакции британских и французских экспедиционных корпусов, которые в отместку разбомбили порт Таматаве. Порт был открыт для торговли только в 1853 году с помощью французского дипломата Жана Лаборда, что привело к увеличению промышленного производства на острове.
В 1857 году было заключено секретное соглашение между сыном Ранавалуны Радамой II, выступавшим за европеизацию, и Францией, приведшее в дальнейшем к протекторату Франции над Мадагаскаром. В ответ на это соглашение, заключенное без участия Ранавалуны I, королева изгнала с острова европейцев, тысячи малагасийцев, подозреваемых в заговоре, подверглись жестоким преследованиям.
Репрессивная политика, активное внедрение практики фанумпуана (безоплатные принудительные трудовые повинности), регулярные боевые действия при участии собранной королевой регулярной армии на 20-30 тысяч человек, используемой для расширения сферы влияния и умиротворения собственных владений, а также ордалии (испытания ядовитым орехом тангены) привели к значительным человеческим потерям среди мирного населения и солдат. По некоторым оценкам, население всего острова сократилось с 5 до 2,5 миллионов человек только за период между 1833 и 1839 годами, а Имерины — с 750 до 130 тысяч за 1829—1842 годы.

## Интересное
- Существует легенда, что Ранавалуна казнила своих приближенных, если они являлись к ней во сне без предупреждения[3].